# Armée beylicale tunisienne
L'armée beylicale tunisienne désigne l’ensemble des forces armées régulières du beylicat de Tunis.

## Histoire

### Origine

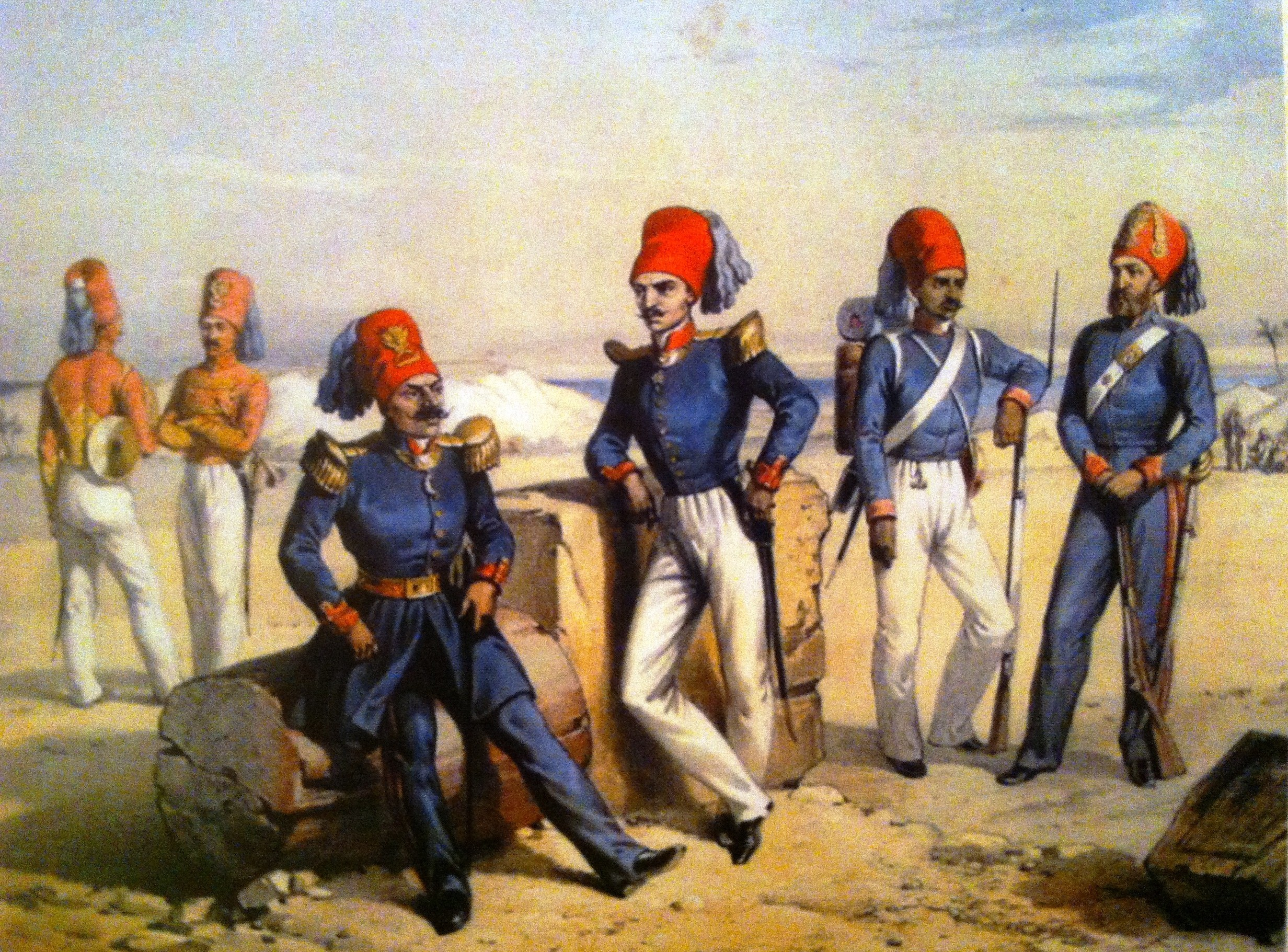
Officiers de marine vers 1850.

Les premiers bataillons de l'armée régulière tunisienne moderne sont créés au lendemain de la conquête française de l'Algérie en 1830 et de l’affaiblissement de l'Empire ottoman dans la région. L'École militaire du Bardo est alors ouverte afin de fournir des officiers pour une armée de 26 000 hommes modelée sur le modèle de l'armée ottomane et entraînée par des officiers français.

### Protectorat français
Sous le protectorat français, l'armée est réduite à une troupe de 600 hommes limitée à des tâches cérémoniales.

### Indépendance
En 1956, l'armée tunisienne intègre les Tunisiens de l'armée française et les membres de la garde beylicale, soit près de 2 000 hommes.

## Faits d'armes

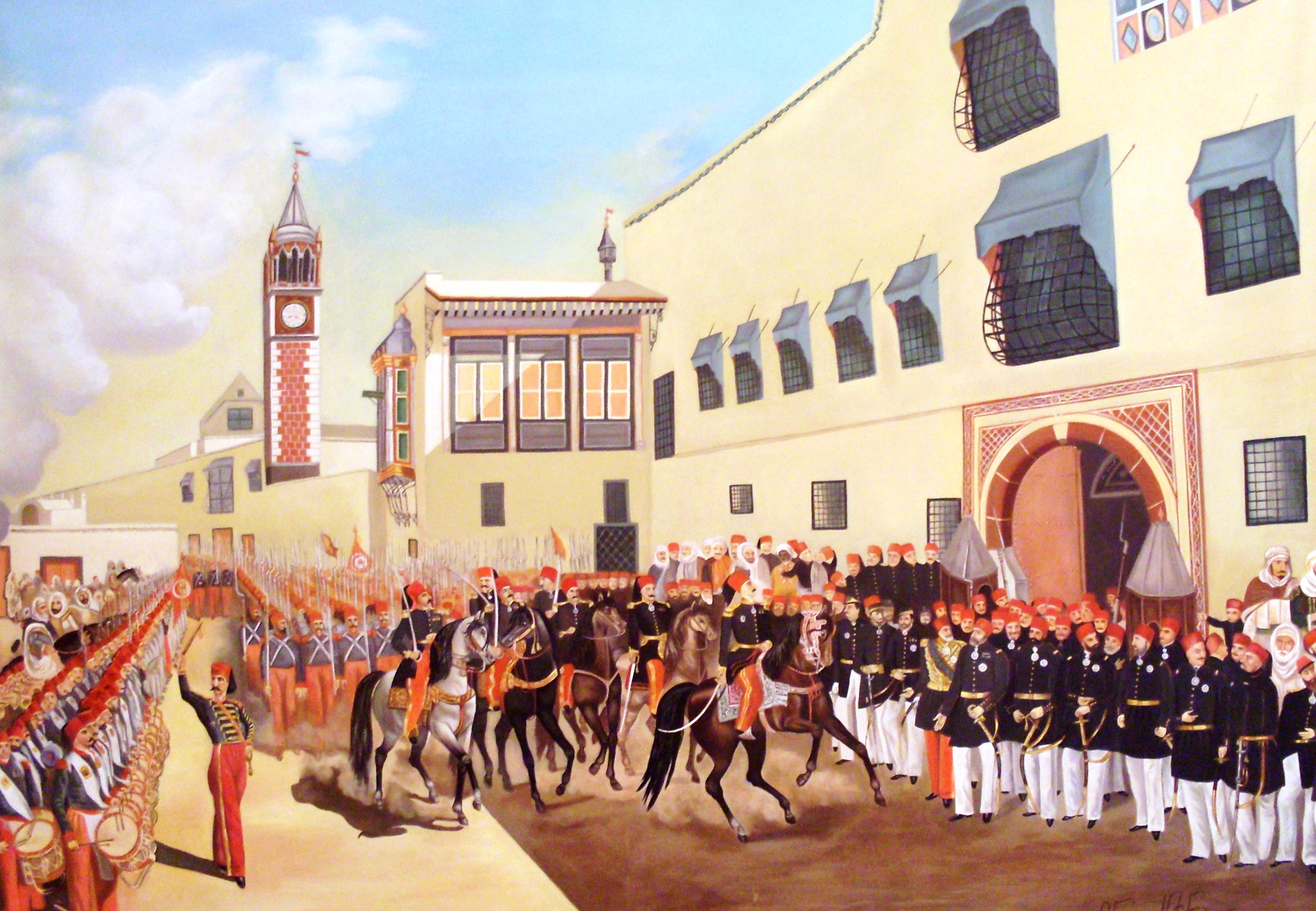
Défilé du contingent de la guerre de Crimée (1856) commandé par les généraux Rachid, Mohamed Chaouch et Osman, devant Mohammed Bey au palais de La Marsa.

Entre 1837 et 1957, environ 100 000 soldats tunisiens combattent aux côtés des Ottomans, des Britanniques et des Français. Durant la guerre de Crimée, un contingent tunisien de 12 000 soldats combat ainsi de 1854 à 1856 sous le commandement du général Rachid, du général Osman et du général Chaouch. Au départ, ils sont désignés sous l'appellation générale « Algériens ». Ils ne reprenent officiellement leur identité de « Tunisiens » qu'à partir de 1939.